# Diego Ramírez de Arellano
Diego Ramírez de Arellano (Játiva, ? - lugar desconocido, 1633) fue un marino y cosmógrafo español que alcanzó gran notoriedad en su profesión, sobre todo por haber participado como piloto en la expedición García de Nodal a la región del estrecho de Magallanes. Esta expedición estableció una marca de navegación más meridional al descubrir las islas Diego Ramírez, situadas en la latitud 59,29°E récord se mantuvo hasta el descubrimiento de las islas Sandwich del Sur por James Cook en 1775.

## Datos biográficos
Era de origen valenciano, nació en Játiva en fecha desconocida. Realizó sus estudios en Valencia y en Sevilla. Parecer ser que su verdadero nombre era Alfonso o Ildefonso pero en Madrid, por razones que se desconocen, se hizo llamar Diego.

## Piloto de la expedición García de Nodal
Por orden de Felipe III, entre 1618 y 1619 participó como piloto en la expedición García de Nodal, liderada por los hermanos Nodales a la región del estrecho de Magallanes. Entre otros territorios, descrubrieron las islas que fueron llamadas, en su honor, islas Diego Ramírez.
Partieron de Lisboa el 27 de septiembre. Constaba la expedición de dos barcos con «Artillería, mosquetes, picas, chuzos (...) y marineros portugueses que iban como por fuerza, persuadidos de ser la navegación remota y dificultosa» pero «causó admiración la brevedad con que pusieron en efecto el mandato del Rey, pues en diez meses fueron, vieron y vinieron; ninguno peligró, ni le dolió la cabeza».
Es su viaje pusieron nuevos nombres a algunos territorios: a Tierra del Fuego la llamaron "isla de Xativa", en honor de Játiva, ciudad donde había nacido Ramírez de Arellano; al estrecho de Le Maire, estrecho de San Vicente Mártir en honor al patrón de Valencia.

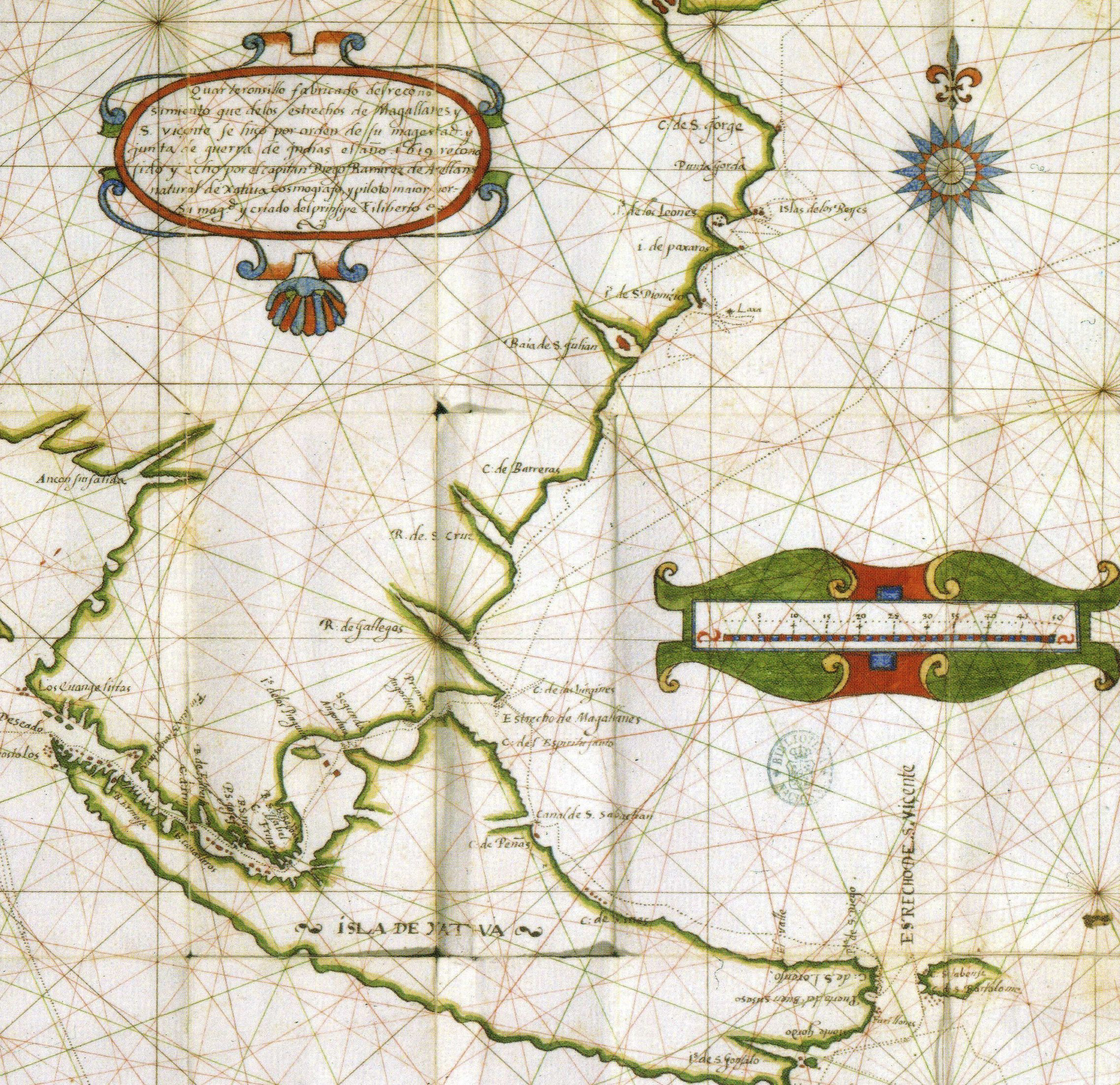
Detalle del mapa de Diego Ramírez de Arellano incluido en su Reconocimiento.... El topónimo "Isla de Xativa" figura sobre la hoy llamada Tierra del Fuego.

Sobre él, escribió el cronista de Felipe III, Gil Dávila, «Diego Ramírez, natural del Reino de Valencia, que estudió vientos, tiempos, alturas y grados; sondeó, observó y demarcó sitios, haciendo inmortal su nombre en los extremos del mar y la tierra».
Las observaciones realizadas por Ramírez son coincidentes con las de Darwin en muchos aspectos, pese a los 200 años que separan a uno del otro.
En 1620 fue nombrado piloto mayor de la Casa de Contratación de Sevilla. Escribió, entre otras obras relacionadas con la navegación, el Reconocimiento de los estrechos de Magallanes y de San Vicente y algunas cosas curiosas de navegación (1621).
Falleció el año 1633 en lugar desconocido.